# Chàng trai ôm giỏ trái cây
Chàng trai ôm giỏ trái cây (tiếng Anh: Boy with a Basket of Fruit) là tác phẩm tranh sơn dầu nhiều khả năng của họa sĩ theo phong cách Baroque người Ý, Michelangelo Merisi da Caravaggio. Tranh được sáng tác vào năm 1593, hiện đang được trưng bày tại triển lãm nghệ thuật Galleria Borghese, thành phố Roma.
Tác phẩm được phác họa từ năm 1593 đến 1594 khi Caravaggio mới chuyển từ Milano tới Roma và đặt chân vào thế giới mỹ thuật đa dạng nơi đây. Người mẫu trong tranh là bạn của ông, họa sĩ Mario Minniti người Sicilia, khi đó Mario mới 16 tuổi.